# Belfort van Kortrijk
Het Belfort van Kortrijk, of de halletoren, staat op de Grote Markt van de Belgische stad Kortrijk. De belforttoren maakte deel uit van de middeleeuwse "oude" of "kleine" Lakenhalle die dateert van 1411. De toren helt tegenwoordig lichtjes over. Het belfort van Kortrijk is sinds 4 december 1999 opgenomen in de UNESCO Werelderfgoedlijst als onderdeel van de Belforten in België en Frankrijk die als groep zijn opgenomen.

## Geschiedenis
De vroegste vermeldingen van het Belfort van Kortrijk gaan terug tot 1307. Enkel het onderste gedeelte van de toren dateert nog uit die periode. Omdat de toren dreigde in te storten werd hij in de middeleeuwen gehalveerd waarbij het bovenste gedeelte vervangen werd door een torenspits van 1 centrale grotere torenspits en vier kleinere torenspitsen op elke hoek.
De toren, die nu alleen staat, was vroeger de noordoostelijke toren van de "oude" of "kleine" Lakenhalle die gebouwd werd in 1411. Toen deze Lakenhalle te klein werd, bouwde men op het huidige Schouwburgplein de Grote Hallen. De oude Lakenhalle verloor hierdoor haar functie en omstreeks 1550 werd zij omgebouwd tot een 22-tal huizen met gemeenschappelijke binnenkoer. Die huizen werden in 1717 herbouwd.

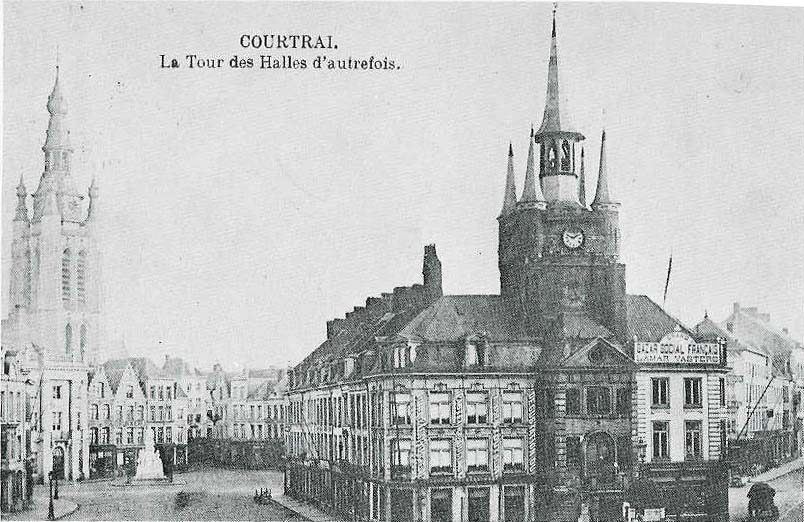
Het Belfort en de kleine Lakenhallen in 1897.

Met het oog op de sanering van de huizen rond het Belfort en de eventuele opbouw van een postkantoor onteigende het stadsbestuur deze huizen en vanaf 1896 begon men met sloopwerkzaamheden die tot 1899 duurden. Omdat hij het uitzicht op de Doorniksestraat belemmerde en om het verkeer te verbeteren waren er plannen om de vrijgekomen toren te slopen. Slechts dankzij het protest van vooraanstaanden en tal van Kortrijkzanen en door tussenkomst van de Koninklijke Commissie voor Monumenten en Landschappen kon de toren in extremis gered worden van de sloop. Het Belfort dat op die manier in 1899 helemaal vrij kwam te staan werd in datzelfde jaar gerestaureerd door Joseph Viérin waarbij het 16de-eeuwse uitzicht werd hersteld. Op de voorzijde van het gerestaureerde belfort staan het stadswapen en een Onze-Lieve-Vrouwe-beeldje onder een baldakijn .
Tijdens de Tweede Wereldoorlog werd de halletoren grotendeels gespaard tijdens de talrijke bombardementen die een groot deel van de binnenstad in puin legden. De toren werd vanaf de jaren 1950 gerestaureerd en kreeg hierbij zijn oude praal terug toen onder meer de nieuwe jaquemart Manten en Kalle op de torenspits werden teruggeplaatst.

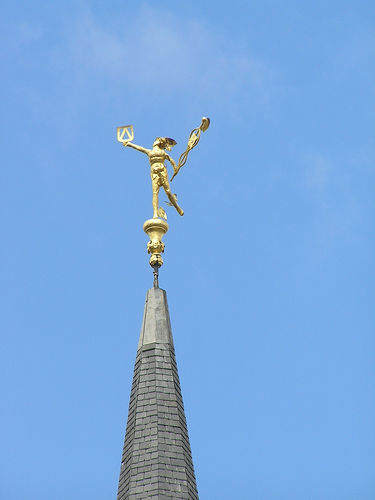
De Romeinse god van de handel Mercurius op de top van de toren

Boven op de toren van het Belfort troont een verguld beeld van de Romeinse god Mercurius, de god van de handel, die er sinds 1712 als windwijzer dienstdoet. Het is een ontwerp van de zilversmid Gaspard Descamps, geplaatst onder het bewind van burgemeester Denis de Schinkel.

## Functie
De oude lakenhallen onder de toren hadden in de middeleeuwen een commerciële functie. Ze bestonden uit verschillende zalen waar telkens andere ambachtsproducten met stadskeur verhandeld werden.
De halletoren zelf diende vooral als wachttoren voor het ontdekken van brand in de stad. Daarnaast gaven de klokken in de toren het uur aan.

## Beiaard
Het luiden van de klokken in het Belfort had een specifieke betekenis, zoals:
- het openen en sluiten van de stadspoorten;
- feestelijke klokken luidden tijdens allerhande feestelijkheden;
- een werkklok die het begin en einde van de werktijden aangaf;
- een klok die aangaf vanaf wanneer het niet meer toegelaten was om zonder toorts door de straten te lopen;

In 1994 werd er in het Belfort een nieuwe beiaard geïnstalleerd. Tijdens de zomermaanden zijn er vaak beiaardconcerten.

## Manten en Kalle
Op de oostzijde van de torenspits van het belfort staan de oudste burgers van de stad: Manten en Kalle, de klokkenluiders van het belfort. Manten slaat het uur, Kalle het halve uur.

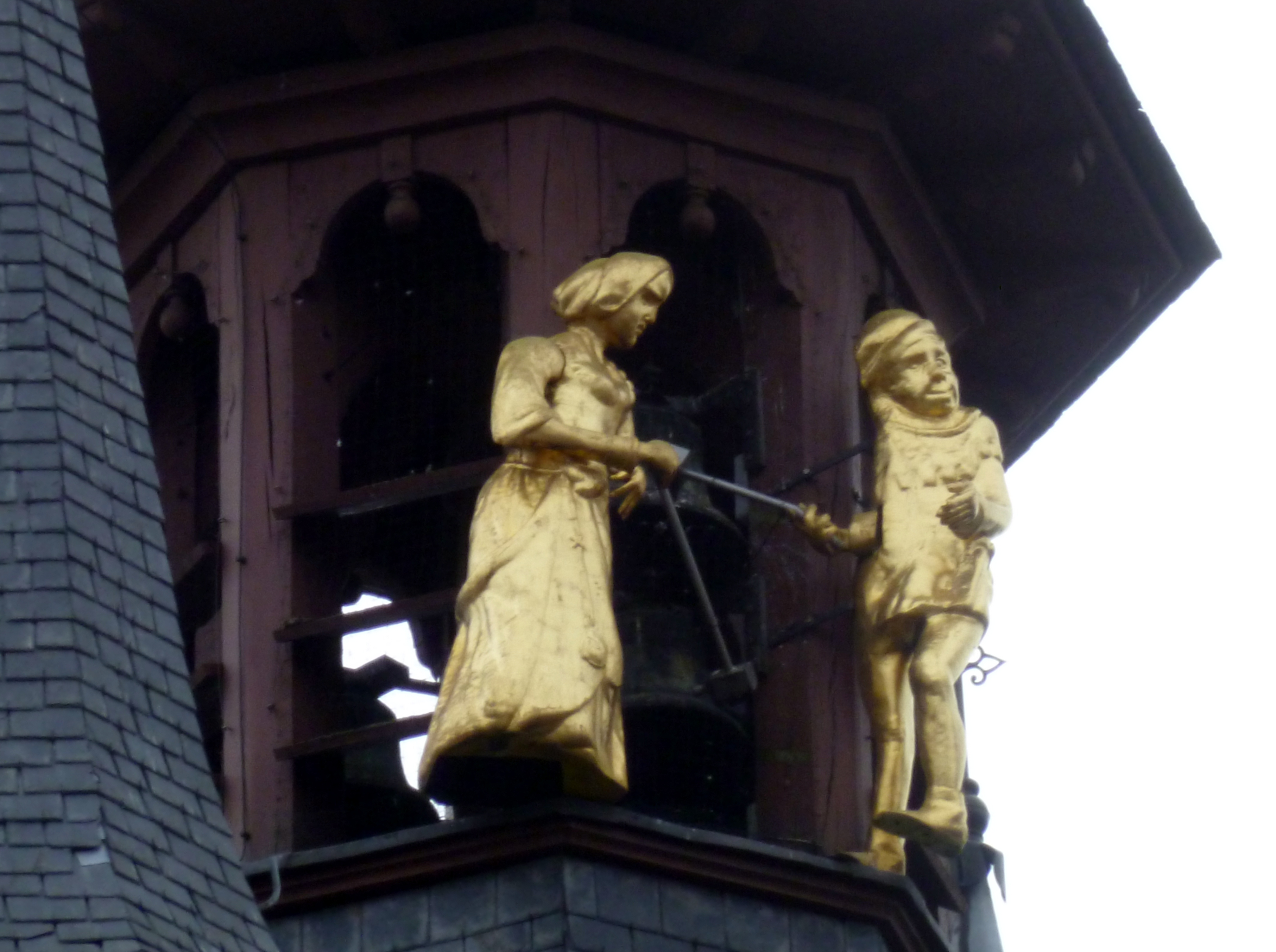
Manten en Kalle, de uurslagers op het Kortrijkse Belfort.

Reeds in de middeleeuwen had Kortrijk een automatische uurslager op de hallentoren. Hij werd in 1382 na de Slag bij Westrozebeke weggevoerd naar Dijon. Het Kortrijkse uurwerk werd door Jean Froissart "l'un des plus biaux que on seuist dechà ni delà la mer" genoemd (een van de mooiste die men kent aan deze of gene zijde van de zee). De uurslager kreeg in Dijon de naam Jaquemart en staat er nog steeds op de Onze-Lieve-Vrouwekerk, samen met de later toegevoegde familie. De Kortrijkzanen vervingen hun verdwenen uurwerk in 1394 door een nieuwe, zwaardere versie. De rekeningen van 1417-18 zijn het oudste spoor dat de uurslager Mante heette. Hij was het werk van de beeldhouwer Rogier van der Poerten en kreeg in 1424 het gezelschap van een Mantine om te slane up de clocke. Door stabiliteitsproblemen diende het bovenste deel van de hallentoren in 1519 te worden afgebroken. De jaquemart verhuisde mee naar de Sint-Maartenstoren, die de rol van belfort overnam. Hij ging teloor in de brand van 1862. Net geen eeuw later, in 1961, maakte de kopersmid Victor Cassiman een nieuwe Manten en Kalle voor het belfort naar een ontwerp van Frans Van Immerseel. De inhuldiging gebeurde in aanwezigheid van de burgemeester van Dijon.